# ساسنبورت

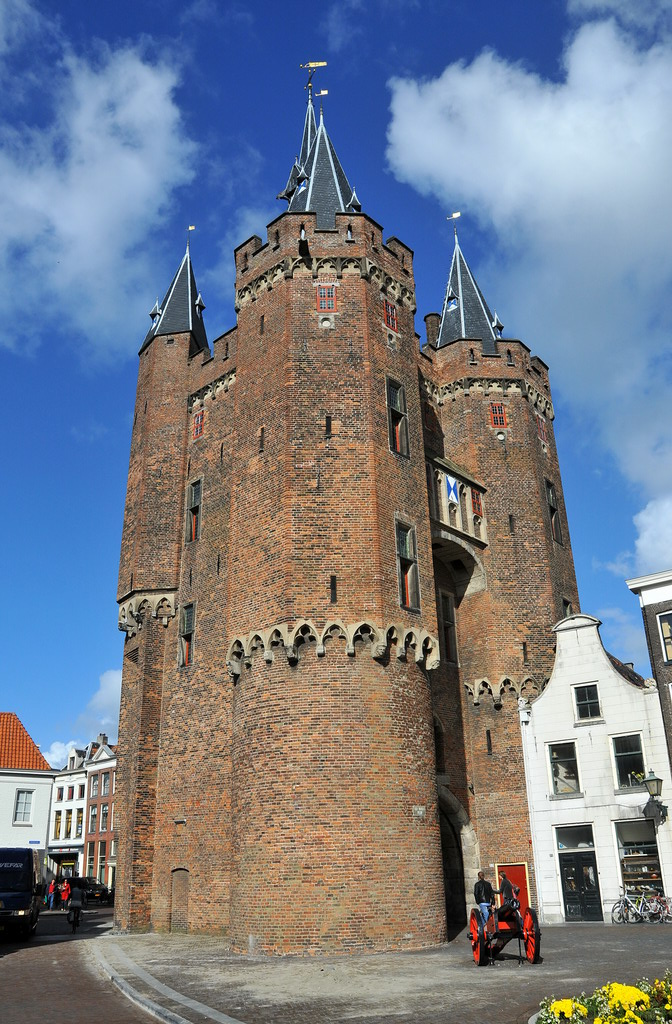
ساسنبورت

ساسنبورت (Sassenpoort  أي بوابة ساسن) هي باب محصن في سور مدينة زوولا، هولندا. بنيت في عام 1409 مستخدمة حجارة بناء من التراكيت والطف، وتم ترميمها بين 1893 و1898. تعتبر البوابة رايكس مونيومنت وهي من أفضل 100 موقع تراث هولندي.

## التاريخ
شهدت مدينة زوولا شهدت أوجها خلال القرن 15. أصبحت عضوا في الرابطة الهانزية في 1407 وتمثل بوابات المدينة ثروتها في تلك الفترة. في عام 1893 أعطت إدارة مدينة زوولا الحكومة الهولندية ساسنبورت لاستخدامها كموقع لتخزين الأرشيف الوطني، لكن لا تخدم هذه الوظيفة اليوم، إلا أن المبنى لا يزال عقارا للحكومة الوطنية.

## البناء
في الفترة ما بين 1893 و1898، خضعت البوابة لأعمال الترميم. تمت إضافة نوافذ بارزة، وتثبيت برج ساعة قوطي حديث بشكل مخروطي استبدالا للبرج السابق من القرن الثامن عشر. هناك ثقوب ببن ابراج الزاوية كان يصب من خلالها الزيت المغلي على الأعداء.

## معلم وطني
تم تسجيل البوابة كرايكس مونيومنت في 13 فبراير 1967 وتعتبر  من أفضل 100 موقع تراث هولندي. تصنف خدمة المباني الوطنية البوابة ضمن «الفئة الأولى». يضم هذا التصنيف معالم تعتبر ملكيتها وحفظها من قبل الدولة ذات أهمية قصوى من ناحية ثقافية وتاريخية. تم منع قيادة السيارات تحت البوابة عام 2010 لحفظها من الأضرار الناجمة عن غازات العادم، وهي الآن تستخدم للمشاة فقط.
في عام 2006 أصدر البريد الهولندي طابعا في سلسلة Mooi Nederland (هولندا الجميلة) عليه صورة ساسنبورت.